# Angelo Weiss
Angelo Weiss (* 9. Februar 1969 in Trient) ist ein ehemaliger italienischer Skirennläufer. Er fuhr fast ausschließlich Slalomrennen, selten auch Riesenslaloms.

## Biografie
Weiss begann seine Karriere mit Einsätzen bei FIS-Rennen und im Europacup, ab 1991 startete er auch im Weltcup. Die ersten Weltcuppunkte holte er am 22. März 1992 in Crans-Montana, als er auf Platz 17 fuhr. Am 20. Dezember 1993 wurde er in Madonna di Campiglio Sechster – ein Ergebnis, das während mehr als fünf Jahren unübertroffen bleiben sollte – bei den Olympischen Winterspielen 1994 in Lillehammer Achter.
Dann jedoch riss der Faden und Weiss verlor rasch den Anschluss an die Weltspitze, was vor allem auf die vielen Ausfälle zurückzuführen war. So kam er beispielsweise 1995 siebenmal in Folge nicht ins Ziel. Er startete nur noch sporadisch im Weltcup und die Trainer stuften ihn zurück. Erst ab Ende 1998 konnte er sich wieder stabilisieren. Den größten Erfolg konnte er am 9. Januar 2000 feiern, als er völlig überraschend den Weltcupslalom in Chamonix gewann. Nach der verpassten Qualifikation für die Olympischen Winterspiele 2002 trat er vom Spitzensport zurück.

## Erfolge

### Olympische Spiele
- Lillehammer 1994: 8. Slalom
- Nagano 1998: 16. Slalom

### Weltcup
- 6 Platzierungen unter den besten zehn, davon 1 Sieg:

| Datum          | Ort      | Land       | Disziplin |
| -------------- | -------- | ---------- | --------- |
| 9. Januar 2000 | Chamonix | Frankreich | Slalom    |

### Europacup
- Saison 1993/94: 5. Slalomwertung
- Saison 1995/96: 5. Slalomwertung
- 5 Podestplätze, davon 1 Sieg (Ergebnisse erst ab 1995 verfügbar)

### Weitere Erfolge
- Italienischer Meister im Slalom 1995